# Elisabeth Paefgen
Elisabeth Katharina Paefgen (* 22. September 1954 in Lippstadt) ist eine deutsche Literaturwissenschaftlerin und Literaturdidaktikerin.

## Werdegang
Von 1973 bis 1979 studierte sie Germanistik und Politologie an der Freien Universität Berlin. 1979 legte sie das erste Staatsexamen ab, 1983 das zweite. An Berliner Schulen unterrichtete Paefgen von 1980 bis 1985, anschließend war sie bis 1990 Wissenschaftliche Mitarbeiterin an der Technischen Universität Berlin. 1989 promovierte sie mit einer Arbeit über die von Ernst Theodor Echtermeyer zusammengestellte Gedichtanthologie für höhere Schulen. Ihre 1994 vorgelegte Habilitation erschien 1996 unter dem Titel Schreiben und Lesen in Buchform. Von 1994 bis 1995 vertrat Paefgen eine Professur an der Universität Hannover, anschließend erhielt sie dort eine Professur für Neuere deutsche Literatur und ihre Didaktik. Seit 2003 hat Paefgen die Professur für Didaktik der deutschen Sprache und Literatur an der Freien Universität Berlin inne.
Die Arbeitsschwerpunkte von Elisabeth K. Paefgen liegen in den Bereichen Kanondiskussion, Literatur des 19. und 20. Jahrhunderts sowie – vor allem – Film und Literatur (im Deutschunterricht).

## Veröffentlichungen (Auswahl)

### Monographien
- Der ‚Echtermeyer‘ (1836–1981) – eine Gedichtanthologie für den Gebrauch in höheren Schulen. Darstellung und Auswertung seiner Geschichte im literatur- und kulturhistorischen Kontext. Lang, Frankfurt a. M. u. a. 1990 (Beiträge zur Geschichte des Deutschunterrichts. Bd. 2).
- Schreiben und Lesen. Ästhetisches Arbeiten und literarisches Lernen. Westdeutscher Verlag, Opladen 1996.
- Einführung in die Literaturdidaktik. 2., akt. und erweiterte Auflage. Metzler, Stuttgart 2006.
- Wahlverwandte. Filmische und literarische Erzählungen im Dialog. Bertz + Fischer, Berlin 2009.

### Herausgeberschaft
- Echtermeyer / von Wiese: Deutsche Gedichte. Neugestaltung und Bearbeitung der Auswahl des 20. Jahrhunderts. Cornelsen, Düsseldorf 1990 (2. Aufl. 1991; 3. Aufl. 1993; 4. Aufl. 1999; 5. Aufl. 2002).
- Zusammen mit Gerhart Wolff: Pragmatik in Sprache und Literatur: Festschrift zur Emeritierung von Detlef C. Kochan. Narr, Tübingen 1993.
- Zusammen mit Peter Geist: Echtermeyer: Deutsche Gedichte – Von den Anfängen bis zur Gegenwart. Cornelsen, Berlin 2005 (19. Aufl., 1. Druck).